# Чернобровіна Анастасія Андріївна
Анастасія Андріївна Чорнобровіна (нар. 10 квітня 1977, Іжевськ, Удмуртська АРСР, РРФСР, СРСР) — російська телеведуча, журналістка. Лауреатка премії «ТЕФІ» (2015).

## Походження та навчання
Народилася 10 квітня 1977 року в Іжевську. Після закінчення школи вступила до Іжевського коледжу на психологічний факультет. Через півроку прийшла на регіональне телебачення, де працювала журналістом служби новин три роки. Одночасно з цим вела авторську програму за участю зірок російського шоу-бізнесу та кіно, які приїжджали до Росії на гастролі.
У 1996 році вступила до Московського державного університету культури і мистецтв (спеціальність — «Менеджмент кіно і телебачення»).

## Телевізійна журналістика
Ще під час навчання у виші почала працювати в інформаційно-розважальній програмі «Вєсті в 11» на телеканалі «Росія», готувала спеціальні репортажі з російських міст для програми «Вєсті».
З 1998 по 2001 рік працювала в інформаційно-розважальній програмі «День за днем» (ТВ-6). Рік була ведучою національного конкурсу «Дівчина-2000» — разом з країною шукала найцікавішу, найкрасивішу та найрозумнішу дівчину століття. Потім створила свою авторську програму «Робочий полудень», яку присвятила людям, що працюють на ткацьких фабриках, хлібозаводах, в Метробуді.
З 2001 по 2002 рік разом з Анатолієм Кузічевим вела інформаційно-розважальну програму «Велике плавання» на «Третьому каналі» (ТРВК «Московія»), що займала частину ефірного часу в Москві на каналі ТВЦ (в ряді джерел помилково зазначено, що програма виходила на каналі ТВЦ).
З 2002 року — одна з ведучих програми «Ранок Росії» на телеканалі «Росія-1».
З 2009 року — авторка і ведуча програми «Одна на планеті» телеканалу «Моя планета».
З лютого 2012 року — помічник президента Російського географічного товариства з медіапроектів.

## Нагороди та визнання
У 2007 році Анастасія Чернобровіна завоювала приз на Європейському телевізійному конкурсі «Erasmus euromedia award» за фільм «Феноменальні двійнята, або як наші підкорили Євробачення» — у номінації «Найкращий соціальний проект».
У 2010 році на XIV з'їзді Російського географічного товариства (РГТ), що проходив в Санкт-Петербурзі і був присвячений 165-річчю товариства, Володимир Путін відзначив почесним дипломом Анастасію Чернобровіну за документальний фільм «Тіксі — територія вічної мерзлоти».
2011 рік — нагороджена медаллю ордена «За заслуги перед Вітчизною» 2-го ступеня.
25 червня 2015 року стала лауреатом премії «ТЕФІ—2015» (разом з Владиславом Зав'яловим) в номінації «Ведучий ранкової програми» категорії «Денний ефір».

## Участь у телевізійних проектах
У 2009 році вона брала участь у російській версії телепередачі «Танці з зірками» (9-й сезон). Пізніше стала учасницею програми «Форт Баярд».

## Особисте життя
Ім'я свого чоловіка Анастасія Чернобровіна ретельно приховує. Вона одружилась у 2014 році. За професією він — ландшафтний дизайнер. У липні 2017 року вона стала мамою, народивши сина Артемія.